# Bolitoglossa rostrata
La salamandra narigona (Bolitoglossa rostrata) es una especie de salamandras en la familia Plethodontidae.
Habita en Guatemala y Chiapas (México).
Su hábitat natural son los montanos húmedos tropicales o subtropicales y zonas previamente boscosas ahora muy degradadas.
Está amenazada de extinción debido a la destrucción de su hábitat.